# Anklesvar
Anklesvar (Gujarati:અંકલેશ્વર) är en stad i den indiska delstaten Gujarat, och tillhör distriktet Bharuch i västra delen av landet, 900 km sydväst om huvudstaden New Delhi. Folkmängden uppgick till 73 928 invånare vid folkräkningen 2011, med förorter 139 578 invånare.
Anklesvar ligger 22 meter över havet.
Terrängen runt Anklesvar är mycket platt. Runt Anklesvar är det tätbefolkat, med 790 invånare per kvadratkilometer. Närmaste större samhälle är Bharūch, 7,0 km norr om Anklesvar. Trakten runt Anklesvar består till största delen av jordbruksmark.